# Hong Kuk-Hyon
Hong Kuk-Hyon (1 de julio de 1990) es un deportista norcoreano que compite en judo.
Ganó una medalla de plata en el Campeonato Mundial de Judo de 2014, y una medalla de oro en el Campeonato Asiático de Judo de 2013. En los Juegos Asiáticos consiguió dos medallas de bronce en los años 2010 y 2014.

## Palmarés internacional
| Campeonato Mundial  | Campeonato Mundial      | Campeonato Mundial | Campeonato Mundial |
| Año                 | Lugar                   | Medalla            | Categoría          |
| ------------------- | ----------------------- | ------------------ | ------------------ |
| 2014                | Cheliábinsk (Rusia)     | Medalla de plata   | –73 kg             |
| Juegos Asiáticos    |                         |                    |                    |
| Año                 | Lugar                   | Medalla            | Categoría          |
| 2010                | Cantón (China)          | Medalla de bronce  | –66 kg             |
| 2014                | Incheon (Corea del Sur) | Medalla de bronce  | –73 kg             |
| Campeonato Asiático |                         |                    |                    |
| Año                 | Lugar                   | Medalla            | Categoría          |
| 2013                | Bangkok (Tailandia)     | Medalla de oro     | –73 kg             |